# John Lewis Moll

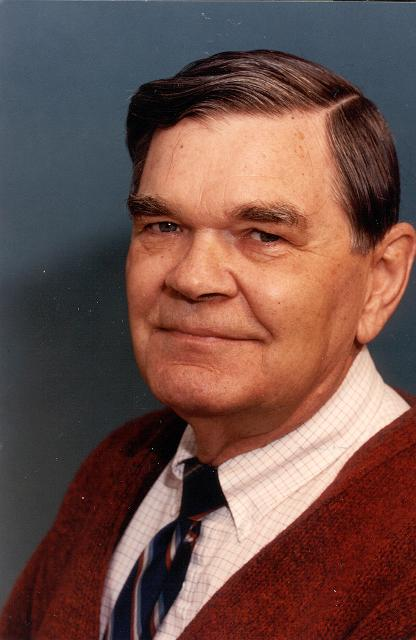
John Lewis Moll

John Lewis Moll (* 21. Dezember 1921 in Wauseon, Ohio; † 19. Juli 2011 in Palo Alto, Kalifornien) war ein US-amerikanischer Elektroingenieur.
Seine Eltern waren Mennoniten und Farmer. Er studierte an der Ohio State University mit dem Bachelor-Abschluss in Physik 1943 und war 1944/45 an den RCA Laboratories in Lancaster. 1952 wurde er an der Ohio State University in Elektrotechnik promoviert. Von 1952 bis 1958 leitete er eine Forschungsgruppe in Halbleitertechnologie an den Bell Laboratories. Dort erkannte man den Vorteil von Silizium als Halbleitermaterial und es entstanden Techniken wie Siliziumdioxid-Maskierung, Dotierung über Gasdiffusion, Halbleiter-Metall-Kontakte. Von 1958 bis 1972 war er Professor an der Stanford University. Ab 1970 war er bei Fairchild Semiconductor und 1974 bis zu seiner Pensionierung 1996 bei Hewlett-Packard.
Er ist bekannt für die Ebers-Moll-Gleichungen und das Ebers-Moll Transistor-Modell. Sie sind zusätzlich nach Jewell James Ebers benannt. Ebers und Moll leisteten Mitte der 1950er Jahre auch Pionierarbeit bei der Entwicklung des Thyristors (Realisierung als pnpn Struktur 1956 durch Moll).
Er war Mitglied der National Academy of Engineering, der National Academy of Sciences, der American Academy of Arts and Sciences (seit 1992) und Fellow des IEEE, dessen IEEE Edison Medal er erhielt. 1964 war er Guggenheim Fellow. 1971 erhielt er den Ebers Award der IEEE Electron Devices Society und 1967 die Howard N. Potts Medal des Franklin Institute.

## Schriften
- Physics of Semiconductors, McGraw Hill 1964
- mit Kit Man Cham, Soo-Young Oh: Computer Aided design and VLSI device development, Springer 1988